# Muhammad Ghazi al-Dżalali
Muhammad Ghazi al-Dżalali (arab. ‏محمد غازي الجلالي‎, ur. 22 marca 1969 w Damaszku) – syryjski polityk, ostatni premier baasistowskiej Syrii od 14 września 2024 do upadku reżimu Baszszara al-Asada 8 grudnia 2024 roku, następnie zarządzał przekazaniem władzy od rządu do rebeliantów, zanim dwa dni później został zastąpiony przez Muhammada al-Baszira.
Wcześniej piastował również stanowisko ministra komunikacji i technologii informatycznych w drugim rządzie Wa’ila al-Halkiego od 27 sierpnia 2014 r. do 3 lipca 2016 r.

## Życiorys
Urodził się w Damaszku w 1969 roku. W 1992 roku uzyskał tytuł licencjata inżynierii lądowej, a w 1994 roku ukończył studia podyplomowe z inżynierii lądowej na Uniwersytecie Damasceńskim. W 1997 roku uzyskał tytuł magistra inżynierii lądowej, a w 2000 roku doktorat z ekonomii inżynierskiej na Uniwersytecie Ajn Szams w Kairze. Jest adiunktem na Uniwersytecie Damasceńskim.
14 września 2024 r. prezydent Syrii Baszszar al-Asad wydał dekret powierzający Al-Dżalalemu utworzenie rządu.
8 grudnia 2024 r. Dżalali uznał upadek reżimu Asada i ogłosił, że wyciąga rękę do opozycji, kładąc nacisk na zachowanie instytucji państwowych. Przywódca Hajat Tahrir asz-Szam, Abu Muhammad al-Dżaulani, ogłosił, że al-Dżalali będzie tymczasowo przewodził rządowi do czasu sformalizowania nowego układu politycznego. Tego samego dnia al-Dżalali wezwał do przeprowadzenia demokratycznych wyborów, aby naród syryjski mógł wybrać nowych przywódców oraz oświadczył, że HTS obiecał, że nie będzie żadnych represji.
Premier powiedział również, że on i 18 innych ministrów jego rządu podjęło decyzję o pozostaniu w Damaszku i nieopuszczaniu kraju.